# Bosco Albergati
Bosco Albergati è il complesso dei ruderi di una bella villa cinquecentesca di proprietà dei marchesi Albergati, sita all'estremità orientale del territorio comunale di Castelfranco Emilia, in località Cavazzona; è detta anche "la piccola" per non confonderla con quella più famosa sita a Zola Predosa nel bolognese.
Della sua architettura, bombardata pesantemente nel corso della seconda guerra mondiale, rimane leggibile ben poco fra rifacimenti artigianali di una sua porzione e macerie dovute alle bombe ed a crolli successivi a causa dei guasti inferti dal tempo.
Questo complesso si configura quale nucleo centrale di una grande distesa di terreni caratterizzati da campi coltivati e boschi. Parte di questa selva è tuttora conservata nel parco della villa che ospita rare piante centenarie.
Del complesso dì servizio che comprendeva una stalla con fieníle, una barchessa, una casa colonica con fabbreria ed una ghiacciaia, rimane perfettamente utilizzabile solo quest'ultima, mentre la stalla fa parte dei locali attualmente adibiti a ricovero attrezzi.
La parte meglio conservata, restaurata in qualche modo dal gruppo di volontari che vi prestano servizio, è il salone di rappresentanza, forse sfruttato in passato anche come teatro in villa. Le pitture del soffitto sono state però quasi completamente coperte dall'intonaco rifatto. S'indovinano pure stanze e logge la cui decorazione muraria appare sobria e dai tenui colori rosati, blu chiaro e verde pallido. Tracce di figurazioni restano ai lati delle porte, insieme a stucchi e cordonature leggere tipiche del Sei-Settecento bolognese.
Nel sotterraneo, proprio sotto il salone, è a malapena leggibile il locale adibito a cucina, con il forno ed il camino a tutta parete; lo completano piccoli vani per il deposito di vino, alimenti e carni. L'acqua era attinta da un pozzo interno nei pressi delle scalette che portano al piano superiore; un altro ne esisteva all'esterno, accanto alla piccola piscina recuperata grazie ad interventi di volontariato. Diversi vani si susseguono poi sui lati ovest e nord dell'edificio in una fuga di ambienti adibiti ad uso logistico della proprietà. Non mancano neppure due pozzi a raso, probabile residuo della struttura medievale che nel Cinquecento fu sottoposta ad opere di rifacimento ed abbellimento per volontà della famiglia Albergati.

## Il Bosco
A fianco della villa anticamente era presente un bosco di pianura, composto prevalentemente da querce, di cui col tempo erano rimasti, a causa dell'incuria e dei bombardamenti della Seconda Guerra Mondiale, solamente quattro ettari. Nel 1990 l'architetto Cesare Leonardi presentò un progetto di ripristino dell'area boschiva che prevedeva la piantumazione di circa quaranta ettari di terreno attorno al nucleo storico, attuando un modello da lui ideato e denominato Struttura Reticolare Acentrata. L'opera è stata conclusa nel 1996, e attualmente la cura del parco è affidata ai volontari dell'associazione "La Città degli Alberi".